# Bandarsedayu
Bandarsedayu is een bestuurslaag in het regentschap Magelang van de provincie Midden-Java, Indonesië. Bandarsedayu telt 1574 inwoners (volkstelling 2010).